# Lamborghini Urraco
Lamborghini Urraco är en sportbil, tillverkad av den italienska biltillverkaren Lamborghini mellan 1973 och 1977.
Urracon introducerades på bilsalongen i Turin 1970, men det skulle dröja ytterligare tre år innan produktionen tog fart. Bilen var 2+2-sitsig med ett litet baksäte och vände sig till något mindre rika kunder än syskonen Miura och Countach. Produktionen uppgick till 776 exemplar.

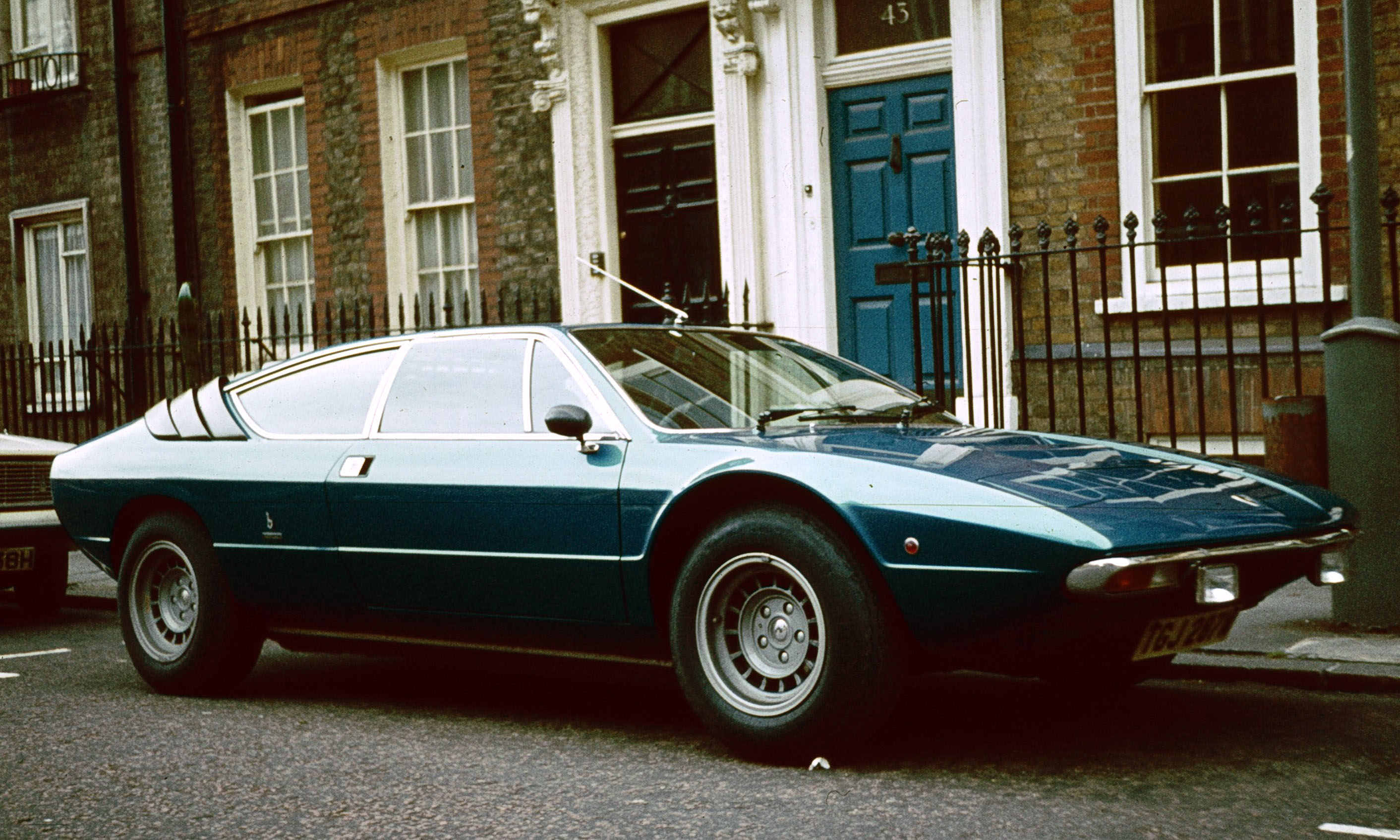

Varianter:
| Modell | Motor              | Cylindervolym | Effekt | Bränslesystem               |
| ------ | ------------------ | ------------- | ------ | --------------------------- |
| P200   | 8-cyl V-motor ohc  | 1994 cm³      | 180 hk | 4 st Weber 40DCNF förgasare |
| P250   | 8-cyl V-motor ohc  | 2463 cm³      | 220 hk | 4 st Weber 40DCNF förgasare |
| P300   | 8-cyl V-motor dohc | 2966 cm³      | 250 hk | 4 st Weber 40DCNF förgasare |